# Tino Marcos
Tino Marcos Baptista Fernandez, ou simplesmente Tino Marcos (Duque de Caxias, 15 de maio de 1962) é um jornalista esportivo brasileiro.
Ficou nacionalmente famoso por cobrir a Seleção Brasileira de Futebol por 30 anos, e em 8 Copas do Mundo. na Rede Globo.

## Biografia

### Carreira
Formou-se em jornalismo pelo Centro Universitário da Cidade do Rio de Janeiro, em 1983.
Começou a carreira no Jornal do Sports, passou pelo O Dia e pela TV Educativa. Chegou à TV Globo em 1985.
Contratado da Rede Globo, foi apresentador e editor-chefe do Globo Esporte e trabalhou no Esporte Espetacular por vários anos. 
Atuou na cobertura da Seleção Brasileira de Futebol em várias Copas: 1990, 1994, 1998, 2002, 2006, 2010, 2014 e 2018. Ao lado dos também repórteres Mauro Naves e Roberto Thomé (nas décadas de 1980 e 1990), cobriu todos os jogos e amistosos da seleção brasileira.
Em dezembro de 2008, deixou o Globo Esporte para voltar a formar dupla com o jornalista Mauro Naves.
Tino ficou na Rede Globo até fevereiro de 2021, quando encerrou o seu contrato.
Em 10 de maio de 2021, Tino Marcos anunciou parceria com a Play9, empresa comandada por Felipe Neto e João Pedro Paes Leme. Em nota oficial enviada à imprensa, a empresa informou que passou a elaborar estratégias para as redes sociais do jornalista. "Produzir conteúdo é o que mais amo. Quando o João Pedro saiu da TV Globo e entrou nessa estrada, - e eu o via como visionário por abandonar a direção de uma TV naquele momento - aquilo me chamou muita atenção. Eu sempre flertei com outras maneiras de produzir, quero conhecer cada rede, e vejo na Play9, além de muita liberdade, um grande suporte na construção de novos projetos", declarou Tino Marcos.

### Prêmios
Tino Marcos venceu o Prêmio Comunique-se em duas ocasiões: em 2003 e 2005 na categoria "Melhor Repórter Esportivo". 
Também venceu na categoria "Melhor Apresentador de Telejornal" os prêmios da APCA 2002, da Associação Paulista dos Críticos de Arte, e o Qualidade Brasil 2006.
| Ano  | Prêmio              | Categoria             | Resultado | Ref. |
| ---- | ------------------- | --------------------- | --------- | ---- |
| 2014 | Prêmio Comunique-se | Esporte: Mídia Falada | Venceu    |      |
| 2018 | Prêmio Comunique-se | Esporte: Mídia Falada | Venceu    |      |

### Vida pessoal
Faustino Ruiz Fernandez, espanhol radicado em Bom Jesus, e Maria Aparecida Baptista são os pais de Tino Marcos.
Tino Marcos é casado com Vírginia Maria Baptista Fernandez. O casamento foi realizado em 1988. Fruto da união, o casal tem duas filhas: Laura Fernandez e Pilar Fernandez.
Tino Marcos é adepto das corridas e pratica o esporte há mais de 30 anos, já tendo corrido três meias-maratonas e provas de 10 e 15 quilômetros. Também é um apaixonado por iatismo. Já teve um pequeno veleiro. Tino também gosta de aventuras. Em dezembro de 1982, saiu do Rio numa bicicleta Caloi 10 rumo à casa de praia da família em Marataízes (ES). Ele estava acompanhado de um colega de faculdade, mas no segundo dia de viagem este passou mal e retornou de ônibus ao Rio. Tino chegou ao destino sozinho depois de recusar inúmeras ofertas de carona.
É torcedor do Flamengo e do Real Madrid.